# Українська Християнська Організація
Українська Християнська Організація (УХО), з 1930 року Українська Католицька Організація (УКО) — громадська організація, заснована у Львові 1925 року як аполітична організація для виховання українців-католиків у католицькому дусі та поборювання сектантства й комунізму.
1925 року ініціювала появу газету «Нова Зоря», перше число якої вийшло 7 січня 1926, і видавництва «Бібліотека УХО»; перший голова о. Тит Галущинський.
УХО стояла на позиціях лояльности супроти польської держави, за «реальну політику» з метою здобуття автономії для українських земель у польській державі, виступала проти українського і польського націоналізму, критикувала польський уряд за неполагодження «пекучої української проблеми».
У парламентських виборах 1928 року підтримувала УНДО.
Головні діячі: Осип Назарук, Степан Томашівський.